# Selaginella denudata
Selaginella denudata là một loài dương xỉ trong họ Selaginellaceae. Loài này được Willd. Spring mô tả khoa học đầu tiên năm 1838.